# Lampris guttatus
Lampris guttatus là một loài cá lớn, màu sắc, thuộc họ Lampridae, gồm chi Lampris, với hai loài còn tồn tại. Nó là loài cá biển khơi với phạm vi phân bố trên toàn cầu. Tuy nó phổ biến tại các địa điểm như Hawaii và Tây Phi, nó tương đối hiếm tại các nơi khác, ví dụ như Địa Trung Hải. Ở những nơi L. guttatus thường được bắt gặp, nó không phải mục tiêu đánh bắt. Năm 2005, số cá bị bắt nhầm là 13.332. Còn tại nơi L. guttatus hiếm gặp, số lượng của chúng cũng đang tăng lên. Vài nhà nghiêng cứu tin rằng đây là do thay đổi khí hậu. Hiện vẫn chưa rõ về mật độ phân bố, sự cộng hưởng, lịch sử cuộc sống, và môi trường sống ưu thích của loài cá này. 

## Tên
Tên chi Lampris xuất phát từ tiếng Hy Lạp lampros = "thông minh" hoặc "rõ ràng", tên loài từ tiếng Latin guttatus nghĩa là đốm, nhắc đến các đốm trên cơ thể của loài cá này.

## Mô tả

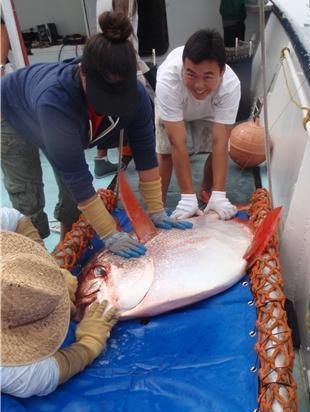
Các nhà nghiên cứu xem xét rồi thả một cá thể bị bắt ngoài khơi California

Lampris guttatus, là một loài cá lớn hình đĩa có hình dáng thu hút và màu sắc gây chú ý. Chúng thường đạt chiều dài tối đa là 2 m (6,6 ft) và cân nặng tối đa 270 kg (600 lb).
Tháng 5 năm 2015, Lampris guttatus được phát hiện là loài cá có nội nhiệt (máu nóng), trở thành những con cá đầu tiên được biết đến với đặc điểm này ('toàn thân nội nhiệt', 'whole-body endothermy') Nó cũng có thể giữ toàn bộ cơ thể ấm hơn 5 độ so với môi trường. Trước đó, nó đã được biết đến có khả năng thu nhiệt hộp sọ, sinh ra và duy trì nhiệt tại hộp sọ và vùng mắt ấm hơn 2 °C so với phần còn lại của cơ thể. Khả năng này rất quan trọng để giữ chức năng não và mắt, vì theo kiểu di chuyển thẳng đứng chúng phải chịu phạm vi nhiệt độ lớn.
Tất cả các loài cá khác đều biến nhiệt (máu lạnh). Chỉ có một số loài cá có cơ quan nhất định trong cơ thể là hằng nhiệt, như cá ngừ đại dương có các thớ thịt nào đó giữ một nhiệt độ nhất định. Loài cá mập Lamna ditropis cũng có khả năng điều chỉnh nhiệt độ cơ thể, cho phép nó bơi qua vùng nước giá lạnh Bắc Đại Dương, nhưng không hoàn toàn hằng nhiệt.

## Phạm vi phân bố
Lampris guttatus có phạm vi phân bố trên vùng biển toàn cầu, từ Grand Banks tới Argentina ở miền Tây Đại Tây Dương, từ Na Uy và Greenland tới Senegal và về miền nam tới Angola (cũng như Địa Trung Hải) ở miền đông Đại Tây Dương, từ Vịnh Alaska đến miền nam California thuộc miền Đông Thái Bình Dương, vùng nước ôn hòa của Ấn Độ Dương, và trường hợp hiếm ở cả Nam Băng Dương.